# 네미시스 2
네미시스 2(Nemesis 2: Nebula)는 미국에서 제작된 앨버트 파이언 감독의 1995년 SF, 액션, 스릴러 영화이다. 수 프라이스 등이 주연으로 출연하였고 게리 슈모엘러 등이 제작에 참여하였다.

## 출연

### 주연
- 수 프라이스
- 채드 스타헬스키
- 티나 코트

### 조연
- 얼 화이트
- 자히 J.J. 주리
- 카렌 스투데르
- 쉘톤 베일리

## 제작진
- 라인프로듀서: 제시카 G. 버딘
- 의상: 쉘리 버스칼라치